# Rébellion de Keian
La rébellion de Keian (慶安事件, Keian Jiken) est une tentative ratée de coup d'État menée contre le shogunat Tokugawa du Japon en 1651, par un certain nombre de rōnin. Bien que l'insurrection a échoué, l'événement est d'importance historique en tant qu'indication d'un problème plus large du mécontentement des rōnin dans tout le pays à l'époque. Orchestrée par Yui Shōsetsu et Marubashi Chūya, l'insurrection est nommée d'après l'ère Keian au cours de laquelle elle a lieu.
Selon le plan du stratège Yui Shōsetsu, Marubashi Chūya prendrait le château d'Edo, siège du shogunat, en utilisant des barils de poudre pour commencer un feu qui s'étendrait dans Edo, la capitale. Dans la confusion, les autorités étant distraites par les efforts de lutte contre l'incendie, les rōnin prendraient d'assaut le château et tueraient les hauts fonctionnaires les plus importants. 
Dans le même temps, Yui entraînerait un deuxième groupe et saisirait la forteresse des Tokugawa à Sunpu (ville moderne de Shizuoka). D'autres mesures sont prévues pour le château d'Osaka et Kyoto. Les instigateurs prévoient de démarrer la rébellion en profitant de la mort du shogun Tokugawa Iemitsu tandis que son successeur, Ietsuna, est encore un enfant. Les conspirateurs visent à forcer le shogunat à assouplir sa politiques de saisie des domaines féodaux et de dépossession des daimyo, qui, sous Iemitsu, a privé des dizaines de milliers de samouraïs de leur situation et de leurs revenus, les faisant passer dans les rangs des rōnin.
En fin de compte cependant, le soulèvement échoue lorsque le plan des conspirateurs est découvert. Marubashi Chūya tombe malade, et, parlant à travers ses rêves fiévreux, révèle les secrets qui font leur chemin vers les autorités au moment où les rebelles sont prêts à se mettre en route. Marubashi est arrêté et exécuté à Edo; Yui Shōsetsu échappe a ce destin en commettant seppuku à Sunpu lorsqu'il se retrouve encerclé par la police. Plusieurs des rebelles se suicident avec lui. Les familles des conjurés sont ensuite également torturées et tuées par les autorités, comme c'est l'habitude à l'époque, et plusieurs de leurs membres sont crucifiés.
À la suite de la répression de l'insurrection, les anciens du shogunat (rōjū) se réunissent pour discuter des origines de l'insurrection et de la façon de prévenir la réitération d'événements similaires à l'avenir. Au départ, la plupart des anciens cherchent à prendre des mesures sévères, y compris l'expulsion de tous les rōnin de la ville, mais ils sont finalement convaincus par Abe Tadaaki d'adopter une tactique plus rationnelle. Celui-ci suggère de réduire le nombre de rōnin opposés au shogunat, non pas en les expulsant, mais en adoptant des politiques plus favorables. En particulier, il persuade le Conseil que le shogunat doit en finir avec la loi de déshérence et travailler pour aider à installer les rōnin dans des emplois appropriés. Expulser de force un grand nombre de personnes de la ville, selon lui, ne servirait qu'à créer plus d'opposition au gouvernement.
Loin d'être un incident isolé, la rébellion de Keian est suivie l'année suivante par un événement impliquant plusieurs centaines de rōnin, et d'un autre peu de temps après à Sado. Certes, ceux-ci ne sont pas directement liés en ce sens qu'aucune des personnes impliquées ne sont les mêmes et ne suivent pas un seul dirigeant ou idéologie organisée. Malgré cela, ou peut-être à cause de cela, il est important de noter l'ampleur de l'aversion pour le shogunat à cette époque, et l'amplitude du « problème » des rōnin dans tout le pays.
L'histoire est ensuite racontée dans un roman, Keian Taiheiki (慶安太平記), et dans un certain nombre de pièces kabuki, la plus fameuses d'entre elles, aussi appelée Keian Taiheiki, écrite par le célèbre dramaturge Kawatake Mokuami.

## Source de la traduction
- (en) Cet article est partiellement ou en totalité issu de l’article de Wikipédia en anglais intitulé « Keian Uprising » (voir la liste des auteurs).